# Federico D'Amato
Federico D'Amato (fl. XIX-XX secolo) è stato un calciatore italiano, di ruolo centrocampista o attaccante.

## Carriera
Iniziò la sua carriera agonistica nel Genoa, sodalizio con cui giocò la finale di Medaglia del Re il 17 marzo 1901 contro il Milan, pareggiando per 1-1.
La stagione seguente, dopo aver ancora giocato in Medaglia del Re con il Genoa il 15 febbraio nella sconfitta per 4-1 contro il Milan, seguì Francesco Calì alla Andrea Doria. L'esordio in biancoblu avvenne il 9 marzo 1902, nel derby valevole per il Girone Lombardo/Ligure contro il Genoa. L'incontro terminò con l'affermazione dei genoani per 3-1.
Nel maggio 1902 partecipa con i biancoblu al torneo calcistico del campionato nazionale di ginnastica, aggiudicandosi la vittoria ad ex aequo con il Milan al termine della finale contro i genovesi, terminata a reti bianche, ed il titolo di campione d'Italia, la Coppa Forza e Coraggio e la Corona di Quercia.
L'anno seguente disputò con il suo club il terzo turno di campionato contro la Juventus, subendo una sconfitta per 7-1.
Nel 1904 D'Amato ed i suoi compagni furono sconfitti nel turno preliminare dal Milan per 1-0.

## Palmarès

### Calciatore

#### Club

##### Altre Competizioni
- Torneo FGNI: 1

Andrea Doria: 1902